# Gnamptodon nepalicus
Gnamptodon nepalicus är en stekelart som först beskrevs av Fischer 1966.  Gnamptodon nepalicus ingår i släktet Gnamptodon och familjen bracksteklar. Inga underarter finns listade i Catalogue of Life.